# حکیم صبوری
میرزا باقرخان مدیر الاطباء مشهور به حکیم صبوری (۱۲۶۵ - ۱۳۱۲ (قمری)) شاعر و پزشک ایرانی بود.

## زندگی
در سال ۱۲۶۵ در محلهٔ زیر کوچهٔ رشت به دنیا آمد. تحصیلات ابتدایی را در رشت آموخت و برای ادامه تحصیل به تهران رفت. مدتی به تحصیل حکمت و کلام و طب پرداخت و از آنجا به مصر و بیروت و پاریس سفر کرد. حدود ۱۴ سال در این کشورها زندگی کرد و سپس به ایران بازگشت. او در رشت ساکن شده بود که در سال ۱۳۱۲ در سن ۴۸ سالگی بر اثر رم کردن اسب‌های از درشکه سقوط کرد و درگذشت. او را در وادی‌السلام شهر نجف عراق، به خاک سپردند.

## دیوان اشعار

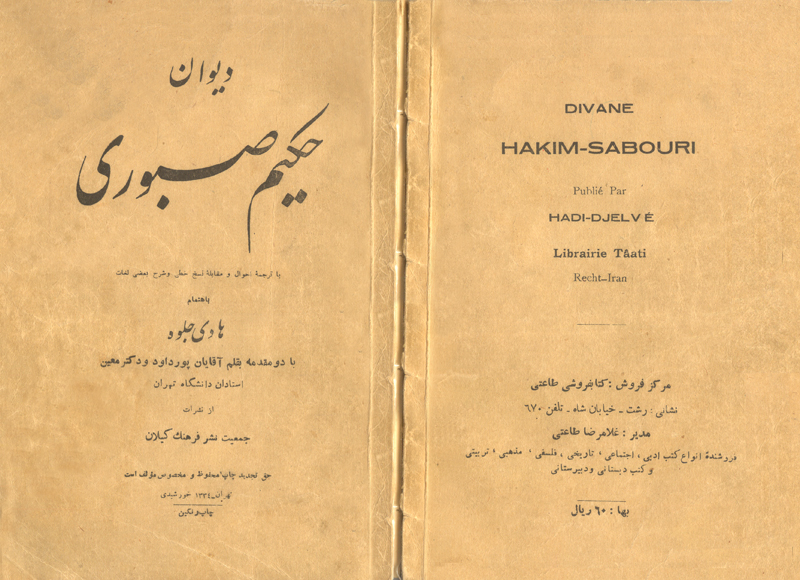
تصویر جلد و پشت جلد دیوان حکیم صبوری چاپ ۱۳۳۴

در سال ۱۳۳۰ هادی جلوه در مجلهٔ یغما مقاله‌ای در مورد حکیم صبوری می‌نویسد که مورد توجه علاقه‌مندان به ادبیات در گیلان می‌شود و او را تشویق می‌کنند که مجموعه اشعار صبوری را گردآوری کند. آقای نعمت‌زاده نامی داماد صبوری و چند علاقه‌مند دیگر اشعاری از صبوری را در اختیار داشتند کمک می‌کنند تا جلوه بتواند دیوان اشعار صبوحی را گردآوری کند.

## نمونه آثار
«قسمت عمدهٔ اشعار او غزلیاتی است که باقتفای سعدی و حافظ سروده»

## غزل
تا مرا وامق نماید عشوه چون عذار کند
دلبری دارم که گر زلف چلیپا وا کند
عقل را دیوانه سازد صبر را رسوا کند
ور براندازد نقاب از صورت شمع چگل
زهد را غارت نماید هوش را یغما کند
غمزه چون شیرین کند تا من شوم فرهادوار
تا مرا وامق نماید عشوه چون عذار کند

## قصیده
کلیم می‌نبود هر کسی که گشت‌شبان
ندیده‌ام ز خرد هیچ نفع غیر ضرر
نبرده‌ام ز هنر هیچ سود غیر زیان
کنون ز فضل و هنر دارم آنچنان نفرت
که از شنیدن آن گیرم دم قی و غثیان
از آنکه بی‌ثمن و بی‌بهاست جنس هنر
علی الخصوص بنزد اهالی ایران

## ترجیع‌بند
سوخت بیکباره سراپای من!
سیم تنا زنده ببوی توأم
بندهٔ خلق خوش و خوی توأم
عاشق سیمای نکوی توأم
من که اسیر خم موی توأم
بایدت البته مدارای من
صبر صبوری بشد از کف بدر
پند مده ناصح ازین بیشتر
کش نتوان صرف نمودن نظر
مات شدی یوسف کنعان اگر
دیده بدی روی زلیخای من

## نقد و تقریظ
نظرات ابراهیم پورداود
«چیزی از لاف و گزاف در این اشعار نمی‌بینیم، از اینکه سراسر تمدن گیتی از کوهساران ما سرچشمه گرفته و هر چه در جهان اختراع شده ایرانیان در ان دستی داشته‌اند و ما هم وارث این تمدن درخشانیم!»

«چه خوب است که این چیزها که یک یک شمردم درین دیوان نیست: چاپلوسی نیست؛ لفظ مهمل دساتیری نیست؛ لغت غلیظ عربی نیست؛ واژهٔ بی‌پدرومادر قدیم نیست؛ لاف و گزاف نیست؛ افکار زیانبحش قلندارن نیست؛ تعصب اهریمنی نیست؛ برو. دت آخوندی نیست؛ حماقت بازاری نیست.»
نظرات محمد معین
«صبوری در انواع غزل، قصیده، ترجیع‌بند و مخمس طبع‌آزمائی کرده است.
وی به آثار گویندگان بزرگ ادوار گذشته نظر داشته؛ به اقتفای آنان پرداخته»

«تشبیهات صبوری بیش تر همان هاست که پیشینیان آورده‌اند. گاه ابیات خود را به صنایع بدیعی مزین می‌سازد؛ [...] مراعاةالنظیر:
هر که در دل عشق آن رخسار گندم گون ندارد
نزد اهل دل به قدر جو ندارد اعتباری»